# Киричук Галина Євгеніївна
Киричук Галина Євгеніївна (нар. 28 квітня 1971)  — ректор Житомирського державного університету імені Івана Франка, професор, доктор біологічних наук, заслужений працівник освіти України.

## Біографія
Народилася 1971 року в місті Радомишль Житомирської області в сім'ї інтелігентів, де батько був учителем, а мама — провізором.
Навчалася в Радомишльській середній школі № 1 імені Т. Г. Шевченка, яку закінчила 1988 року із золотою медаллю.
Після школи продовжила здобувати освіту на природничому факультеті Житомирського державного педагогічного інституту імені Івана Франка, який закінчила 1993 року, отримавши диплом із відзнакою та здобувши вищу освіту за спеціальністю «Біологія і хімія».
З 1993 по 1996 рр. навчалась в аспірантурі при Житомирському педагогічному університеті за спеціальністю зоологія.
Розпочала професійну діяльність в університеті 1996 року з посади асистента кафедри зоології.
У 2000 стала старшим викладачем та завідувачем кафедри ботаніки, 2002 року отримала вчене звання доцента кафедри зоології.
В 2010 році закінчила докторантуру на кафедрі загальної біології Тернопільського національного педагогічного університету імені Володимира Гнатюка зі спеціальності гідробіологія.
2013 року Г. Є. Киричук отримала вчене звання професора.
2000—2018 — завідувач кафедри ботаніки, біоресурсів та збереження біорізноманіття.
Професор Галина Киричук входить до складу редакційної колегії Міжнародного періодичного наукового збірника «Інтегроване управління водними ресурсами», журналу «Вісник Житомирського державного університету», наукового збірника «Біологічні дослідження», була членом спеціалізованої вченої ради Інституту біології південних морів ім. О. О. Ковалевського Національної академії наук України (2013—2015), Інститут гідробіології Національної академії наук України (2016 - дотепер).
Є членом Гідроекологічного товариства України, Паразитологічного товариства України, комісії в здійсненні контрольних заходів Державною інспекцією навчальних закладів (з 2005 року — на громадських засадах), науково-методичних комісій (підкомісій) сектору вищої освіти Науково-методичної ради Міністерства освіти і науки України, секції «Біологія, біотехнологія та актуальні проблеми медицини» Наукової ради Міністерства освіти і науки України. Упродовж 2011—2018 рр. була головою ради докторів Житомирського державного університету імені Івана Франка.
У лютому 2018 року Г. Є. Киричук обрана ректором Житомирського державного університету імені Івана Франка.

## Нагороди
- Нагрудний знак «Відмінник освіти України» (1999)
- Премія Президента України для молодих вчених (2003)
- Почесна грамота Житомирської обласної державної адміністрації (2004)
- Грамота Виконавчого комітету Житомирської міської ради (2004)
- Грамота Житомирської обласної ради (2005)
- Грамота Житомирського державного університету імені Івана Франка (2005, 2007, 2009, 2011, 2013)
- Нагрудний знак «Антон Макаренко» (2006)
- Почесний диплом МОН України за особистий творчий внесок в удосконалення процесу навчання і виховання молоді (2007)
- Нагрудний знак «Слава Житомирського державного університету ім. Івана Франка» (2007)
- Свідоцтво «Сучасна освіта в Україні — 2008» про нагородження срібною медаллю у номінації «Упровадження здобутків педагогічної науки в освітню практику» (2008)
- Диплом Житомирського державного університету ім. Івана Франка за особистий творчий внесок в упровадження здобутків педагогічної науки в освітню практику (2008)
- Почесна грамота МОН України (2009)
- Подяка Житомирського державного університету імені Івана Франка (2009, 2013, 2014)
- Подяка Управління освіти і науки Житомирської обласної державної адміністрації (2009)
- Грамота Управління освіти і науки Житомирської обласної державної адміністрації (2010)
- Відзнака Оргкомітету V з'їзду гідроекологічного товариства України (2010)
- Нагрудний знак «Заслужений працівник освіти України» (2010)
- Нагрудний знак «Заслужений працівник Житомирського державного університету ім. Івана Франка» (2011)
- Диплом щорічного обласного конкурсу «Краща книга року» (2012)
- Диплом переможця конкурсу «Науковець року 2013 року» (2014)
- Грамота президії гідроекологічного товариства України (2015)
- Почесна грамота Національного центру «Мала академія наук України» (2018)
- Грамота та цінний подарунок від Житомирського обласного комітету профспілки працівників освіти і науки України (2019)
- Медаль «За самовіддане служіння науці» (2020)

## Наукові інтереси
Гідробіологія, водна токсикологія, екологічна біохімія та фізіологія, гістологія прісноводних молюсків України.